# 25711 Lebovits
25711 Lebovits (tên chỉ định: 2000 AE152) là một tiểu hành tinh vành đai chính. Nó được phát hiện bởi dự án Nghiên cứu tiểu hành tinh gần Trái Đất Lincoln ở Socorro, New Mexico, ngày 8 tháng 1 năm 2000. Nó được đặt theo tên Elias Lebovits, an American high school student whose materials và bioengineering team project won second place ở the 2009 Giải thưởng Khoa học và Kỹ thuật Intel.